# 西河 (安大略省河流)
西河（英語：West River）是北美洲國家加拿大安大略省東北安大略（英語：Northeastern Ontario）地區薩德伯里（英語：Sudbury）區西南部一條全長25.6公里的河流，他最終會流入該省的白魚河（英語：Whitefish River）和休倫湖流域。